# Никитин, Дмитрий Олегович
Дмитрий Олегович Никитин (укр. Дмитро Олегович Нікітін; род. 31 июля 1999, Берди́чев, Житомирская область) — украинский легкоатлет, специализирующийся на прыжках в высоту. Мастер спорта Украины международного класса. Неоднократно становился призёром чемпионата Украины.
Воспитанник Заслуженного тренера Украины Игоря Лонского. На юношеском уровне завоёвывал серебряную медаль чемпионата мира 2015 года (Колумбия) и бронзу чемпионата Европы 2016 года (Грузия).
Свой лучший результат в карьере показал на чемпионате Европы среди юниоров в Италии в 2017 году, где прыгнул на высоту 2,28 метра, что принесло Никитину серебряную медаль. Также он представлял Украину на чемпионате мира среди юниоров 2018 года в Финляндии (девятое место) и чемпионате Европы 2019 года в Швеции (седьмое место).
На взрослом уровне дебютировал в 2021 году в рамках чемпионата Европы в помещении, который проходил в Польше. В 2023 году принимал участие в чемпионате мира, а в 2024 году — в чемпионате Европы, однако на обоих турнирах Никитину не удалось выйти в финальный раунд.
Благодаря результату в 2,26 метра он занял пятое место на чемпионате Европы 2025 года в Нидерландах. Участник чемпионата мира в помещении, который состоится в марте 2025 года в Нанкине.
Учился в Бердичевском колледже промышленности, экономики и права, а высшее образование получал в стенах факультета физического воспитания и спорта Житомирского государственного университета имени Ивана Франко.

## Достижения
Чемпионат Украины:
- Первое место: 2023 (лето)
- Второе место: 2025 (зима)
- Третье место: 2021 (зима), 2024 (лето)